# Vivo (álbum de Fulano)
Vivo es el sexto álbum del grupo chileno Fulano, y el primero en vivo, lanzado en 2004 de forma independiente.

## Historia
Desde la edición del álbum trabajos inútiles en 1997, Fulano se mantuvo tocando en vivo, con el reemplazo de Jaime Vásquez por el saxofonista Rafael Chaparro, siendo la última presentación de esa época, la acontecida el 31 de octubre de 2002, en el Teatro Providencia, con motivo de la celebración de los 18 años de trayectoria de la agrupación. El 17 de enero de 2003 muere trágicamente Jaime Vivanco, teclista del grupo, de un edema pulmonar. Su cuerpo fue encontrado muerto en su casa. Después de este terrible acontecimiento, los fundadores del grupo decidieron no seguir con el proyecto Fulano, ya que el fallecido era un pilar fundamental en la banda, tanto como compositor como instrumentista. Para terminar con el grupo de buena manera, los integrantes de Fulano lanzaron el nuevo disco "Vivo" en (2004), grabado en las presentaciones que hizo la banda durante el año 2002 en lo que significó las últimas presentaciones antes de la muerte de Vivanco. El disco contó con temas que recorrían toda su carrera, pero grabados en una calidad mucho mejor que la de los dos primeros álbumes, sumado a dos temas nuevos llamados Pinocho en Patolandia y Todas las Ratas de Todos del Ríos del Mundo. Durante el receso del grupo se realizó un documental, dirigido por Pablo Leighton, que retrata la historia del grupo de rock fusión, con actuaciones, entrevistas y fotografías. Este fue una suerte de epílogo para sus 18 años de historia. Jorge Campos anunció entonces su tercer disco solista, Jaime Vásquez organizó un septeto avant-garde, Raúl Aliaga se mantuvo como percusionista de Congreso y con proyectos personales de world music, mientras el matrimonio Crisosto-Jequier resucitó a Media Banda (cuya ortografía cambió a Mediabanda) junto a un numeroso contingente de jóvenes que incluyó a su hija Regina Crisosto como segunda vocalista.

## Temas
1. Krikalev
2. Fulano
3. Basura
4. Arañas de tribunal
5. Pinocho en Patolandia
6. Todas las ratas de todos los ríos del mundo
7. Lamentos
8. Nena, no te vayas a Chimbarongo, no te vayas hoy, ándate mañana
9. Tango
10. Suite Recoleta
11. 1989
12. Sentimental blues

## Créditos
- Jaime Vivanco: composición y teclados
- Cristián Crisosto: composición, saxos, flauta traversa, clarinete bajo.
- Jorge Campos: composición y bajo.
- Arlette Jequier: voz y clarinete
- Rafael Chaparro: saxos
- Raul Aliaga: batería